# Buretjärnen (Östervallskogs socken, Värmland, 661488-128304)
Buretjärnen är en sjö i Årjängs kommun i Värmland och ingår i Göta älvs huvudavrinningsområde.